# Leonarda Dacewicz
Leonarda Dacewicz (ur. 1951) – polska językoznawczyni, prof. dr hab. nauk humanistycznych, profesor zwyczajny Lingwistycznej Wyższej Szkoły w Warszawie i Instytutu Filologii Wschodniosłowiańskiej Wydziału Filologicznego Uniwersytetu w Białymstoku.

## Życiorys
Obroniła pracę doktorską, 30 października 1995 habilitowała się na podstawie oceny dorobku naukowego i pracy zatytułowanej Nazewnictwo kobiet w dawnym powiecie mielnickim (XVI–XVII w.). 9 grudnia 2002 nadano jej tytuł profesora w zakresie nauk humanistycznych. Objęła stanowisko profesora zwyczajnego w Lingwistycznej Szkole Wyższej w Warszawie i w Instytucie Filologii Wschodniosłowiańskiej na Wydziale Filologicznego Uniwersytetu w Białymstoku.
Jest kierownikiem Instytutu Filologii Wschodniosłowiańskiej Wydziału Filologicznego Uniwersytetu w Białymstoku, oraz była dziekanem na Wydziale Filologicznego Uniwersytetu w Białymstoku, prorektorem na Uniwersytecie w Białymstoku i członkiem Uniwersyteckiej Komisji Akredytacyjnej (UKA).

## Publikacje
- 2005: Dorobek naukowy białostockiego ośrodka onomastycznego[1]
- 2007: Antroponimia Zabłudowa i dóbr zabłudowskich w I połowie XVII w. w kontekście wieloetniczności[1]
- 2008: Nazwiska ludności chrześcijańskiej i żydowskiej dawnej Polski północno-wschodniej w ujęciu porównawczym[1]